# Oświata w Elblągu

## Przedszkola

### Publiczne przedszkola w Elblągu
- Przedszkole nr 3
- Przedszkole nr 4
- Przedszkole nr 5
- Przedszkole nr 6
- Przedszkole nr 8
- Przedszkole nr 10
- Przedszkole nr 11
- Przedszkole nr 13
- Przedszkole nr 14
- Przedszkole nr 15
- Przedszkole nr 17
- Przedszkole nr 18
- Przedszkole nr 19
- Przedszkole nr 21
- Przedszkole nr 23
- Przedszkole nr 24
- Przedszkole nr 26
- Przedszkole nr 29
- Przedszkole nr 31
- Przedszkole nr 33
- Przedszkole nr 34

### Niepubliczne przedszkola w Elblągu
- Niepubliczne Przedszkole „Balonik"
- Niepubliczne Przedszkole „Akademia Krasnoludków"
- Niepubliczne Przedszkole „Wesołe Nutki"
- Niepubliczne Przedszkole „Wilki"
- Niepubliczne Przedszkole „Mały Europejczyk" Artystyczno-Językowe
- Niepubliczne Przedszkole „Przyjaciele Kubusia"
- Niepubliczne Przedszkole „Bratek"
- Niepubliczne Przedszkole Ekologiczno-Sportowe „Jedyneczka"
- Niepubliczne Przedszkole „Mały Geniusz"
- Niepubliczne Przedszkole „Bajka"
- Niepubliczne Przedszkole „Safari"
- Niepubliczne Przedszkole „PIEKARCZYK"
- Niepubliczne Przedszkole „MOZAIKA"
- Niepubliczne Przedszkole Montessori „Muchomor"

### Niepubliczne przedszkola katolickie w Elblągu
- Niepubliczne Przedszkole Katolickie im. Bł. Franciszki Siedliskiej w Elblągu
- Niepubliczne Przedszkole Katolickie „Dorotka"

## Szkoły podstawowe

### Publiczne szkoły podstawowe w Elblągu
- Szkoła Podstawowa nr 1 im. Adama Mickiewicza,
- Szkoła Podstawowa nr 2,
- Szkoła Podstawowa nr 3 im. Polskich Olimpijczyków,
- Szkoła Podstawowa nr 4 im. Henryka Sienkiewicza,
- Szkoła Podstawowa nr 6 im. Marii Skłodowskiej Curie,
- Szkoła Podstawowa nr 8 im. Stanisława Staszica,
- Szkoła Podstawowa nr 9 im. Józefa Piłsudskiego,
- Szkoła Podstawowa nr 10 (specjalna) im. Towarzystwa Przyjaciół Dzieci,
- Szkoła Podstawowa nr 11 im. Kornela Makuszyńskiego,
- Szkoła Podstawowa nr 12 im. Michała Kajki,
- Szkoła Podstawowa nr 14 im. Jana Brzechwy,
- Szkoła Podstawowa nr 15 im. Armii Krajowej,
- Szkoła Podstawowa nr 16 im. Józefa Wybickiego,
- Szkoła Podstawowa nr 18 im. Franciszka II Rakoczego,
- Szkoła Podstawowa nr 19 im. Bohaterów Westerplatte,
- Szkoła Podstawowa nr 21 im. Mikołaja Kopernika,
- Szkoła Podstawowa nr 23 im. Marii Dąbrowskiej,
- Szkoła Podstawowa nr 25 im. Janusza Kusocińskiego,
- Podstawowa Szkoła Muzyczna
- Szkoła Podstawowa Zakonu Pijarów im. św. Mikołaja

### Byłe szkoły podstawowe w Elblągu
- Szkoła Podstawowa nr 3 im. Tadeusza Kościuszki,
- Szkoła Podstawowa nr 5
- Szkoła Podstawowa nr 7
- Szkoła Podstawowa nr 13 im. Romualda Traugutta
- Szkoła Podstawowa nr 17
- Szkoła Podstawowa nr 20
- Szkoła Podstawowa nr 24 im. Juliana Tuwima

### Niepubliczne szkoły podstawowe w Elblągu
- Szkoła Podstawowa Montessori Elbląg
- Szkoła Podstawowa Regent Elbląg
- Akademicka Szkoła Podstawowa w Elblągu
- Niepubliczna Szkoła Podstawowa Specjalna w Elblągu

### Niepubliczne szkoły podstawowe dla dorosłych w Elblągu
- Nova Szkoła Podstawowa dla Dorosłych w Elblągu

## Gimnazja
- Gimnazjum nr 1 im. Noblistów Polskich
- Gimnazjum nr 2 im. Sybiraków
- Gimnazjum nr 3 im. Kazimierza Jagiellończyka
- Gimnazjum nr 4 im. Zbigniewa Herberta
- Gimnazjum nr 5,
- Gimnazjum nr 6,
- Gimnazjum nr 7,
- Gimnazjum nr 8 im. Juliusza Słowackiego
- Gimnazjum nr 9,
- Gimnazjum nr 10,
- Gimnazjum Specjalne,
- Gimnazjum Zakonu Pijarów im. św. Mikołaja,
- Gimnazjum Muzyczne

## Szkoły ponadgimnazjalne

### Licea ogólnokształcące
- I Liceum Ogólnokształcące im. Juliusza Słowackiego,
- II Liceum Ogólnokształcące im. Kazimierza Jagiellończyka,
- III Liceum Ogólnokształcące im. Jana Pawła II,
- IV Liceum Ogólnokształcące im. Komisji Edukacji Narodowej,
- V Liceum Ogólnokształcące im. Haliny Poświatowskiej w Zespole Szkół Ekonomicznych i Ogólnokształcących

## Zespoły szkół
- Zespół Państwowych Szkół Muzycznych im. Kazimierza Wiłkomirskiego,
- Zespół Szkół Mechanicznych
- Zespół Szkół Techniczno-Informatycznych[1]
- Zespół Szkół Inżynierii Środowiska i Usług im. Mikołaja Kopernika
- Zespół Szkół Ekonomicznych i Ogólnokształcących[2]
- Zespół Szkół Pijarskich im. św. Mikołaja
- Zespół Szkół Technicznych
- Zespół Szkół Zawodowych
- Zespół Szkół Gospodarczych[3]

### Byłe zespoły szkół
- Zespół Szkół Handlowych[4]
- Zespół Szkół Turystyczno-Hotelarskich im. Wandy i Witolda Donimirskich[5]

## Szkoły wyższe
- Państwowa Wyższa Szkoła Zawodowa w Elblągu
- Elbląska Uczelnia Humanistyczno-Ekonomiczna
- Szkoła Wyższa im. Bogdana Jańskiego w Elblągu – Zamiejscowy Wydział Szkoły Wyższej z Warszawy
- Nauczycielskie Kolegium Języków Obcych – Regent College – Nauczycielskie Kolegium Języków Obcych
- Wyższe Seminarium Duchowne w Elblągu
- Uniwersytet Warmińsko-Mazurski, Wydział Prawa i Administracji – Administracja w Elblągu
- Uniwersytet Gdański, Wydział Nauk Społecznych – Politologia w Elblągu